# Gaston Taument
Gaston Taument (* 1. Oktober 1970 in Den Haag) ist ein ehemaliger niederländischer Fußballspieler.

## Vereinskarriere
Der Mittelfeldspieler begann seine Profikarriere in der Spielzeit 1988/89 bei Feyenoord Rotterdam. Taument bestritt in seiner ersten Saison ein Spiel und wurde in der Spielzeit 1989/90 nach einem absolvierten Spiel bei Feyenoord an den Zweitliga-Verein Excelsior Rotterdam verliehen, wo er zum Stammspieler avancierte und 25 Spiele bestritt.
Nach einer Saison in der Eerste Divisie kehrte Taument zu Feyenoord Rotterdam zurück und erspielte sich auch hier einen Stammplatz. Insgesamt spielte er in 182 Ligaspielen für den Rotterdamer Verein, in denen er 41 Treffer erzielen konnte, ehe er zur Spielzeit 1997/98 zum portugiesischen Erstligisten Benfica Lissabon wechselte.
In seiner einzigen Saison in der portugiesischen SuperLiga bestritt Taument 16 Spiele, konnte dabei aber kein Tor erzielen und wechselte anschließend zum belgischen Erstdivisionär RSC Anderlecht. Hier verblieb er ebenfalls eine Spielzeit und wechselte im Sommer 1999 zum griechischen Erstligisten OFI Kreta, von wo er sich im Sommer 2000 dem österreichischen Bundesligisten SK Rapid Wien anschloss und dort nach zwei Spielzeiten im Sommer 2002 seine Profikarriere beendete.

## Nationalmannschaft
Gaston Taument gab am 12. Februar 1992 im Auswärtsspiel gegen Portugal sein Debüt in der niederländischen Nationalmannschaft und gehörte sowohl bei der Weltmeisterschaft 1994 als auch bei der Europameisterschaft 1996 zum Kader. Insgesamt bestritt er 15 Länderspiele und erzielte dabei zwei Tore.

## Sonstiges
Tauments Vater stammt aus Suriname, seine Mutter aus Indonesien.

## Erfolge
- Niederländischer Meister: 1993
- Niederländischer Pokal: 1991, 1992, 1994, 1995